# Port lotniczy Faleolo
Port lotniczy Faleolo (IATA: APW, ICAO: NSFA) – międzynarodowy port lotniczy położony 40 km na zachód od Apii. Jest największym portem lotniczym na Samoa.

## Linie lotnicze i połączenia
- Air New Zealand (Auckland, Los Angeles, Tonga)
- Air Pacific (Nadi)
- Inter Island Airways (Pago Pago, Ofu, Tau)
- Polynesian Airlines (Maota, Pago Pago, Tongatapu)
- Samoa Airways (Brisbane [od 13 listopada 2018][1])
- South Pacific Express (Pago Pago)
- Virgin Blue
  - Pacific Blue Airlines obsługiwane przez Polynesian Blue (Auckland, Brisbane, Sydney)